# Lienz
Lienz er en by i Østrig beliggende i delstaten Tyrol. Lienz er hovedby i distriktet af samme navn, som arealmæssigt dækker hele Østtyrol. Byen har godt 12.000 indbyggere.

## Geografi
Lienz ligger i krydsningen mellem Drautal, Pustertal og Iseltal og har som følge heraf helt fra Antikken været et vigtigt trafikknudepunkt mellem Kärnten, Sydtyrol og – siden bygningen af Felbertauerntunnel i 1960'erne – delstaten Salzburg. Siden Sydtyrol kom under italiensk herredømme i 1919 har Østtyrol ikke længere grænse til det øvrige Tyrol.
I Lienz flyder floden Isel sammen med Drava. Mod syd danner Lienzer Dolomitten en markant kulisse for byen. Bjergene er ikke en del af de mere vestligt beliggende Dolomitterne, men minder i sin form om disse bjerge. Lienzer Dolomitterne er i stedet en del af bjergkæden Gailtaler Alperne.

## Historie
Området omkring Lienz er blevet bosat i bronzealderen omkring 2000 f.Kr. Kelterne har levet i området fra omkring 300 f.Kr. og har ernæret sig primært ved minedrift. Kelterne kom under romersk overherredømme i 15 f.Kr, området blev underlagt den romerske provins Noricum og, og hvor kejser Claudius siden etablerede et municipium under navnet Aguntum i nærheden af Lienz i nutidens Dölsach kommune.
Lienz nævnes første gang som Luenzina omkring 1030 da det sammen med Patriasdorf var en del af Patriarkatet Aquileia og siden blev erhvervet af Grevskabet Görz, som valgte Lienz som residensby. Byen fik stadsret den 25. februar 1242. I 1278 afsluttes bygningen af Schloss Bruck, der til 1500 fungerede som sæde for greverne. Da Görz dynastiet uddøde i 1500 blev deres ejendom testamenteret til Maximilian I. og blev lagt under Hertugdømmet Tyrol.
Krigen mellem Østrig og Frankrig i 1805 førte til, at Tyrol blev lagt ind under Bayern. Den bayeriske regering gennemførte flere kirkepolitiske og økonomiske reformer ligesom der gennemførtes en række forvaltningsmæssige fornyelser, herunder indførelse af værnepligt. I 1808 til 1809 opstod der opstande i Tyrol mod det bayeriske overherredømme, men tyrolerne led nederlag og blev nu en del af Napoleons Illyriske provins. Med Østrigs erobring af provinsen i 1813 kom Lienz atter under Østrig.
I 1868 blev Liens distriktshovedstad og oplevede et opsving med bygningen af Pustertalbahn/Drautalbahn – en jernbaneforbindelse fra Maribor over Villach og Lienz til Franzensfeste i Sydtyrol. Der skete samtidig væsentlige infrastrukturudbygninger i byen, og den var endvidere garnisonsby for den østrig-ungarske hær.
Efter 1. verdenskrig blev Sydtyrol (it.: Trentino-Alto Adige) efter Saint-Germain-traktaten i 1919 tilkendt Kongeriget Italien, hvorved Østtyrol og Lienz-distriktet blev en eksklave uden grænse til den resterende del af det østrigske Tyrol. Fra 1938, da Nazi-Tyskland annektederede Østrig (Anschluss), blev Lienz en del af Reichsgau Kärnten.
Den 8. maj 1945 besatte briterne Lienz, der sammen med Kärnten og Steiermark blev en del af den britiske besættelseszone.

## Politik
Byrådet i Lienz består af 21 medlemmer og siden 2003 har Johannes Hibler (ÖVP) været borgmester. Siden kommunevalget i 2004 består bystyret af følgende partier:
- ÖVP, 10 mandater
- SPÖ, 5 mandater
- Die Grünen, 2 mandater
- FPÖ, 1 mandat
- Liste Stadt Lienz, 3 mandater